# Tvättstugan, Långholmen

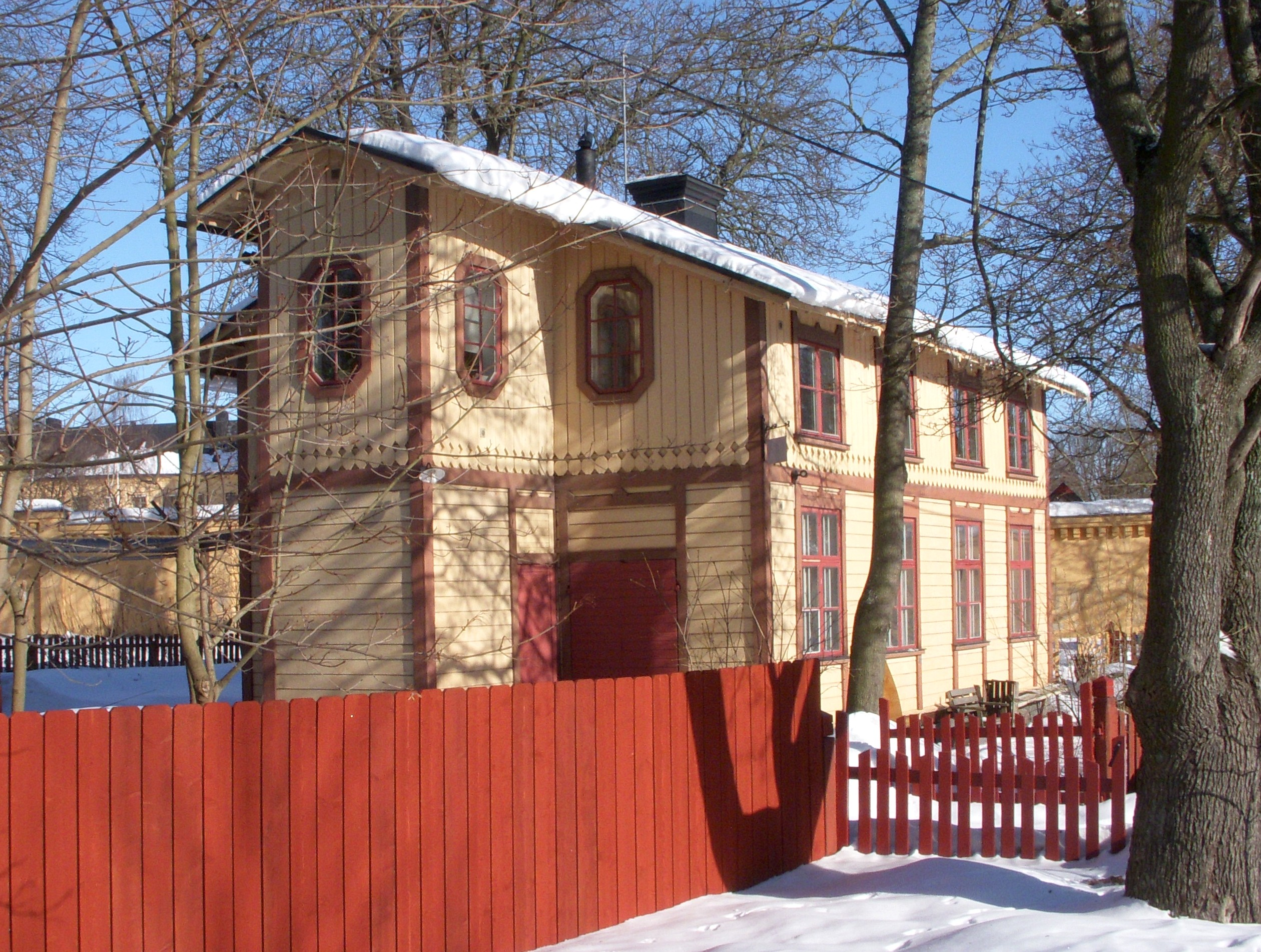
Tvättstugan, mars 2010.

Tvättstugan är en byggnad på ön Långholmen i Stockholm. Byggnaden uppfördes 1882 som tvättstuga till Långholmens centralfängelse.
Tvättstugan ligger söder om Knapersta, inte långt från Långholmskanalens vatten. Det är en långsträckt tvåvånings träbyggnad med ett plåttäckt sadeltak och stående panel i fasaderna. Arkitekt var C.R. Ljungberg. Huset uppfördes på den plats där fängelsets vedgård låg sedan 1837. På ett fotografi från 1890 syns tvättstugan nere vid stranden med mörka fasader, intill fladdrar tvätt i vinden. 
När fängelseverksamheten lades ner i mitten på 1970-talet fanns planer att riva alltsammans. Centralfängelsets byggnad revs men tvättstugan blev kvar och förföll under lång tid men rustades upp på 1980-talet. Då tillkom dagens ljusa färgsättning med röda hushörn samt röda fönster- och dörrfoder. Idag finns en snickeriverkstad i byggnaden.